# Алексанян, Валерий Вазгенович
Вале́рий Вазге́нович Алексаня́н (арм. Վալերի Վազգենի Ալեքսանյան; 4 сентября 1984, Ереван, Армянская ССР, СССР) — армянский футболист, защитник; тренер. Выступал в национальной сборной Армении.

## Клубная карьера
Алексанян родился в Ереване. Футболом увлекаться начал довольно поздно, в 12 лет. Родители были против увлечений своего ребёнка. Отец ставил сыну в приоритет учёбу в школе. Алексаняну приходилось в тайне от отца ходить на тренировки. В эти 12 лет пошёл в футбольную школу «Пюника». В 2000 году заключил первый контракт с «Пюником», а с 2001 года начал своё выступление за клуб, в составе которого становился многократным чемпионом, обладателем кубков и суперкубков Армении. В период с 2002 по 2004 года одновременно выступал за дубль в Первой лиге.
В июне 2007 года, по договорённости между «Пюником» и «Гандзасаром», Алексанян переходит на правах аренды в капанский клуб. Инициатором перехода являлся Самвел Петросян, являвшийся к тому времени главным тренером «Гандзасара». После окончания аренды Алексанян отправился в Казахстан, где проходил просмотр в клубе «Кайсар». Вернувшись в Армению подписал контракт с «Гандзасаром». С командой были завоёваны бронзовые медали чемпионата. В конце ноября 2009 года, после окончания чемпионата, у Алексаняна закончился контракт с «Гандзасаром». Ни футболист, ни руководство не стало продлевать договор по обоюдному соглашению.
Впоследствии Алексанян перешёл в ереванский «Улисс», с которым заключил контракт. Хотя руководство первое время опровергало о подписании контракта. После завершения сезона 2010 заключил очередной контракт с клубом. Первую половину сезона 2011 года Алексанян провёл на высоком уровне, итогом которого стало долгожданное приглашение в сборную, в которой однако выступить не удалось.
В летнее трансферное окно «Улисс» получил предложение о покупке игрока. Стороны пришли к общему согласию и Алексанян по однолетнему контракту отправился в Абадан, в местный клуб «Санат Нафт».

## Карьера в сборной
За национальную сборную Алексанян принял участие впервые 18 февраля 2004 года. В международном турнире, состоявшемся в кипрском городе Пафос, Сборная Армении встречалась со Сборной Венгрии, в игре с которой потерпела поражение. Алексанян вышел с первых минут и отыграл весь матч.
Последний матч в форме сборной провёл 15 января 2007 года в Лос-Анджелесе. Алексанян провёл весь матч в товарищеской встрече со Сборной Панамы.
В период с 2007 по 2011 года Алексанян не вызывался в сборную. С переходом из «Гандзасара» в «Улисс» Алексанян заиграл с новой силой. Последовали вызовы в сборную, но принять участие в матчах Алексаняну не удалось. Лишь в третьей игре Алексанян отметил возвращение в национальную команду. Произошло это 2 сентября 2011 года в рамках отборочного цикла к Евро-2012, против сборной Андорры в гостях. Армянская сборная праздновала успех — 3:0.
В решающем матче отборочного цикла к Чемпионату Европы 2012 года против национальной сборной Ирландии в Дублине (11 октября 2011 года) забил гол в свои ворота срезав мяч, катившийся вдоль лицевой линии после прострела/удара ирландцев. Фактически данный автогол перечеркнул все шансы армянской команды на благополучный исход игры, поскольку к тому времени она уже играла в меньшинстве. А для выхода в финальную часть Евро-2012 армянам была необходима только победа.

## Достижения

### Командные достижения
«Пюник»
- Чемпион Армении (6): 2001, 2002, 2003, 2004, 2005, 2006
- Обладатель Кубка Армении (2): 2002, 2004
- Финалист Кубка Армении: 2006
- Обладатель Суперкубка Армении (3): 2002, 2004, 2005

«Гандзасар»
- Бронзовый призёр Чемпионата Армении: 2008

«Улисс»
- Чемпион Армении: 2011
- Бронзовый призёр Чемпионата Армении: 2010

## Личная жизнь
Женат, супругу зовут Сирануш. Имеет сына Артёма (р. 2009). Свободное время любит проводить на рыбалке.